# Cycnoches stenodactylon
Cycnoches stenodactylon är en orkidéart som beskrevs av Rudolf Schlechter. Cycnoches stenodactylon ingår i släktet Cycnoches, och familjen orkidéer.
Artens utbredningsområde är Panamá. Inga underarter finns listade i Catalogue of Life.